# Vasasszentiván
Vasasszentiván (románul Sântioana) település Romániában, Kolozs megyében.

## Fekvése
Kolozsvártól 58 km-re északkeletre, Szamosújvártól 16 km-re délkeletre, Vasasszentegyed, Cege és Mohaly közt fekszik.

## Története
1305-ben Szenthyuan néven említik először. A Vasas előtag legelőször 1583-ban bukkant fel.
A település lakossága a középkorban római katolikus, majd a reformációt követően a református vallásnál állapodott meg. 1602-ben Giorgio Basta katonái a falut lerombolták, a lakosságot lemészárolták, csak 2 fő élte túl a pusztítást. A lakosság pótlására román jobbágyokat telepítettek a faluba.
1305-ben Keresztelő Szent János tiszteletére szentelt temploma volt. Az 1602-es pusztítást követően feljegyzik, hogy temploma megmaradt épségben, de a papilak romokban áll. 1643-ra már a temmplom is romokban állt, 1754-ben pedig egykori létezésére már csak egy román határnév emlékeztetett: Locul bisericii ungureşti ("a magyar templom helye"). Az egykori templom helyéről előkerült sírköveket Torma Károly földbirtokos a saját udvarába hordatta és lépcsőt épített belőlük a kúriájába.
Vasasszentiván a trianoni békeszerződésig Szolnok-Doboka vármegye Kékesi járásához tartozott.

## Lakossága
1910-ben 492 lakosából 405 román, 70 magyar, 13 német és 4 cigány volt.
2002-ben 576 lakosa volt, melyből 556 román, 16 cigány és 4 magyar nemzetiségűnek vallotta magát.

## Híres emberek
- Itt született 1955-ben Ioan-Aurel Pop a kolozsvári Babeș–Bolyai Tudományegyetem rektora.